# 第51回衆議院議員総選挙
第51回衆議院議員総選挙（だい51かいしゅうぎいんぎいんそうせんきょ）は、2028年（令和10年）までに日本で行われる予定である衆議院の総選挙である。